# 14143 Хедфілд
14143 Хедфілд (14143 Hadfield) — астероїд головного поясу, відкритий 18 вересня 1998 року.
Тіссеранів параметр щодо Юпітера — 3,519.